# Orvie Garrett
Orvie Garrett ist ein ehemaliger US-amerikanischer Skeletonfahrer und heutiger Trainer.
Orvie Garrett war seit Mitte der 1980er Jahre international aktiv. Schon 1987 holte er hinter Terry Holland die Silbermedaille bei den erstmals ausgetragenen Skeleton-Nordamerikameisterschaften. Ein Jahr darauf gewann er die Bronzemedaille. 1990 gewann er erneut Silber hinter seinem Landsmann Don Hass. Gleichzeitig wurde das Rennen als US-amerikanische Meisterschaft gewertet. 1993 errang er schließlich den Titel bei den Nordamerikameisterschaften, zwei Jahre darauf in Lake Placid den des US-Meisters. 1996 gewann er hinter Ryan Davenport zum dritten Mal Silber bei den Nordamerikameisterschaften. Seine besten Weltmeisterschaften fuhr Garrett 1997, als er in Lake Placid Sechster wurde.
Im Skeleton-Weltcup schaffte er erstmals im Februar 1990 in Cervinia als Sechster eine Top-Ten-Platzierung. Bestes Ergebnis war ein zweiter Platz hinter Christian Auer im Februar 1996 in Lake Placid. Seine beste Platzierung im Gesamtweltcup erreichte Garrett als Vierter in der Saison 1991/92. Seit 2006 fungiert er als Nationaltrainer des US-Verbandes, nachdem Tim Nardiello wegen Vorwürfen der sexuellen Belästigung entlassen wurde.